# André de Rosiers, sieur de Beaulieu
André de Rosiers, souvent nommé Deroziers Beaulieu ou Rosiers Beaulieu, est un compositeur français du XVIIe siècle particulièrement prolifique, auteur de chansons à boire essentiellement, mais aussi d’une pièce de théâtre et d’un ballet. Malgré une production considérable, son identité n’a pas encore été percée à jour.

## Biographie
Publié durant 39 ans dans 23 éditions successives, son œuvre lui assuré une réelle notoriété, sans qu’aucun indice concret n’ait pu jusqu'ici préciser son identité. À défaut de pouvoir préciser ses dates de vie, ses occupations et les lieux où il a habité, on est réduit à faire des hypothèses sur les milieux et les réseaux qu’il a fréquentés, au travers des dédicataires de ses œuvres et des notables qu’il cite lui-même dans ses œuvres.
En effet, Rosiers a la particularité d’avoir toujours écrit lui-même le texte des chansons qu’il a mis en musique, de sorte que les personnes qu’il y cite sont forcément représentatives de ses réseaux amicaux.
Tout d’abord se détache un groupe de musiciens, tous de second rang à l’exception de Michel Lambert, cité une fois. S’y trouvent principalement Claude Chevalier (chantre de la musique du duc d’Orléans dans les années 1640) ou François Chevalier (violon de la Chambre du roi), Pierre Granjon (chantre de la Chambre du roi à partir de 1636), Jacques Le Franc (joueur d’instrument pour suivre la cour et le Conseil du roi, marié en Picardie) et Pierre Le Rat (chantre de la Musique du duc d’Orléans dans les années 1640 puis de la Musique de la reine). Ces relations sont donc des musiciens de cour, ce qui laisse supposer que Rosiers y avait ses entrées. Toutefois il ne figure sur aucun des rôles des musiciens de la cour, ni du duc d’Orléans.
Un second groupe se dessine avec des militaires, notamment Salomon Ardier, seigneur de Boissac et de Prévallon (commissaire ordinaire des guerres, demeurant à Paris), Bonne-Vie (mal identifié mais qui pourrait être François de Bonnevie, seigneur de Mézières et écuyer de la duchesse d’Orléans), le duc de Lesdiguières (François de Bonne de Créquy (1596-1677), pair de France, troisième duc de Lesdiguières) et Guy de Pertuis (chevalier, intendant et capitaine des gardes du maréchal de Turenne). Cette proximité avec les militaires laisse supposer que Rosiers ait pu être un militaire lui-même, hypothèse qui peut se renforcer dans la mesure où ses dédicaces sont écrites dans une multiplicité de localités du royaume, comme s’il suivait des troupes.
Parmi les principaux notables qu’il cite figurent encore :
- Pierre de Rosnyvinen, chevalier et seigneur de Chamboy,
- Jean-Jacques de Flotte, célèbre pour être un des plus fameux buveurs de son temps,
- les frères Sébastien et Louis Potel. Le premier est secrétaire des finances et greffier du Conseil privé du roi. Son frère Louis plus connu sous le nom de Potel Romain et est cité plusieurs fois dans les Historiettes de Gédéon Tallemant des Réaux.
- Jean de Sacquespée, chevalier seigneur de Selincourt,
- le poète Guillaume Colletet, qui appartient au groupe littéraire des Illustres Bergers et un des premiers membres de l’Académie française.
- le poète François Maynard, disciple de François de Malherbe, qui fréquente les salons de l’hôtel de Sens comme de l’hôtel de Rambouillet. Deux poèmes de Maynard citent un certain « André », le premier comme un poète bon vivant et le second comme un avocat. Peut-il s’agir à chaque fois d’André de Rosiers ?

Les notables cités par Rosiers dans ses poèmes sont loués pour leur accueil lorsque Rosiers vient les voir, pour leur amour du vin et des beuveries ; beaucoup d’entre eux se connaissent, étant parfois cités ensemble.
Les dédicataires sont heureusement nombreux, car Rosiers a dédicacé chacun de ses volumes. Outre quelques-uns des notables déjà cités ci-dessus se trouvent :
- Gabriel de Rochechouart de Mortemart,
- Guillaume de Bautru, comte de Serrant et baron de Segrais,
- Nicolas de La Marre,
- Gédéon II Tallemant, conseiller du roi et maître des Requêtes ordinaire de son Hôtel, cousin du mémorialiste Gédéon Tallemant des Réaux,
- Pierre Puget, sieur de Montauron,
- André Girard Le Camus, conseiller du roi en ses Conseils d’État et privé, ci-devant procureur général en sa Cour des Aides,
- Jean-Paul de Saumeur, chevalier de Paul, officier de marine de l’ordre de Malte puis lieutenant général des armées du roi,
- Jean Bourée, conseiller et maître d'Hôtel ordinaire du Roi,
- Jean Jaquier, seigneur de Vieux-Maison,
- Jean Tallon, conseiller du roi en ses Conseils, intendant de la justice et police dans ses Armées, et de sa province d'Artois,
- Antonin Nompar de Caumont, duc de Lauzun, lieutenant des Dragons du Roy, & capitaine des cents Gentils-hommes au bec de Corbin,
- Louis de Bridieu, lieutenant général dans les Camps et Armées de sa Majesté, & gouverneur de Guise
- Michel de Villedo, conseiller du roi en ses Conseils,

Là encore, ses relations se partagent entre des militaires, des officiers du roi, des nobles de rang moyen ou supérieur. Entre notables cités et dédicataires, quelques milieux se dégagent de l’ensemble :
- les proches de Gaston d’Orléans,
- la mouvance des musiciens et des auteurs,
- les proches de Henri de La Tour d’Auvergne, vicomte de Turenne,
- la famille des frères Sébastien et Louis Potel.

L’analyse de la vie de ses dédicataires permet aussi de déceler un lien fréquent avec la Picardie et avec la Guyenne. Tous sont loués pour leur amabilité, leur protection, pour l’accueil favorable qu’ils ont fait aux chansons de Rosiers, ou pour leur appartenance au milieu des Buveurs. Mais rien, là non plus ne permet de mieux préciser l’identité de Rosiers. Si aucune trace de lui n’a pu être décelée dans les archives parisiennes, on peut supposer qu’il a vécu en province. Il reste, pour l’instant, un compositeur à la fois et mystérieux et paradoxal du premier XVIIe siècle français.

## Œuvre littéraire

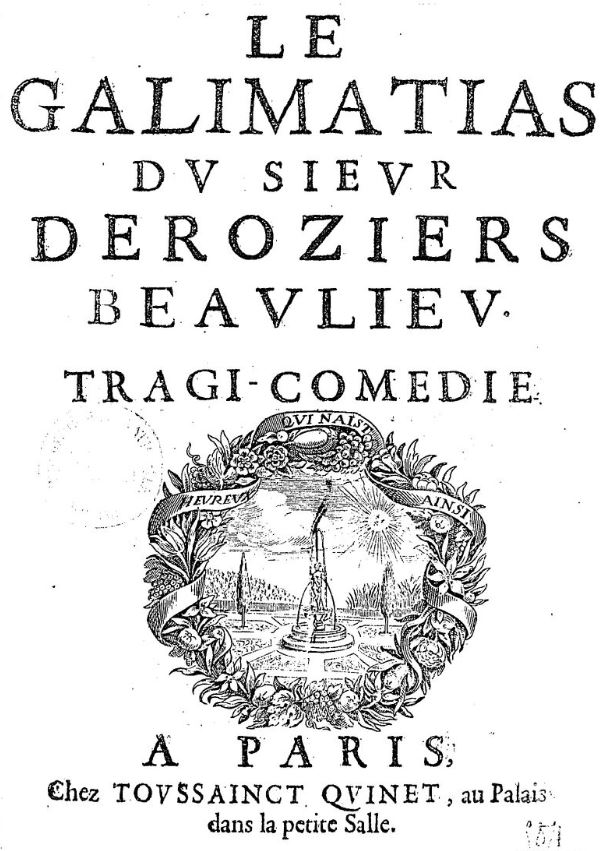
Rosiers - Le Galimatias (Paris, 1639) [Gallica]

- Le Galimatias du sieur Deroziers Beaulieu. Tragi-comédie. Paris : Toussaint Quinet, 1639. 4°, 97 p.
  - Pièce en 5 actes, dont le texte est particulièrement obscur. Numérisé sur Gallica. Les frères Parfaict, dans leur Histoire du Théâtre français, tome 5 (Paris, 1745, p. 449-452), penchent pour un pseudonyme : Il y a tout lieu de croire que le nom de Roziers Beaulieu [...] est un nom supposé. Son poème semble l'indiquer. Qu'on se figure un sujet commencé d'une façon, ensuite d'une autre, entrelacé d'une nouvelle fable, et enfin terminé par un dénouement où Œdipe n'aurait rien compris. C'est l'original des amphigouries : ce sont des vers sans aucune liaison, qui disent de grands mots, et rien au bout. D'après Lancaster 1932, II, p. 298-299 : le Galimatias [...] s'inscrit dans la veine des pièces sans signification publiées avant : Neufgermain, Poésies et rencontres (1630, 1637), La Croix (La Climène), Pichou (Cardénio) et Rotrou (les Captifs). Dans les deux dernières, le passage en question est appelé un Galimatias. Pièce reproduite dans la Bibliothèque elzévirienne : Ancien théâtre françois... Tome IX. Paris : P. Jannet, 1856 (p. 427-504), sur Google Books.
- Vers pour le ballet rustique du sieur Deroziers Beaulieu. [S. l., s. d.], 4°, 4 p.
  - Ballet divisé en treize entrées. Lyon BM : 360793, numérisé sur Numelyo Les circonstances de l’exécution de ce ballet ne sont pas connues.

## Œuvre musicale

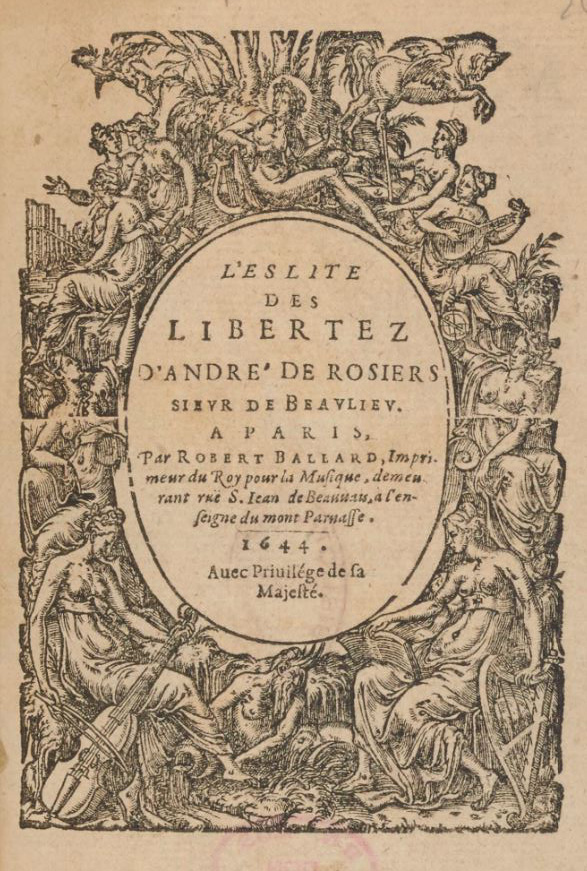
A. de Rosiers - Eslite des Libertez (Paris, 1644) [Gallica]

La production de Rosiers est surtout musicale, avec 759 chansons à boire publiées entre 1634 et 1672, parmi lesquelles 720 paraissent dans des monographies publiées sous son nom et 39 dans des recueils collectifs. Cette production est, en elle-même, plus importante que la somme de celles des trois autres compositeurs qui s’illustrent dans ce genre : Jacques Dubuisson, J. Sicard et Jean-Baptiste de Bousset. C’est dire si Rosiers est incontournable dans le genre de la chanson à boire.
Toutes les chansons sont à deux voix, hormis celles qui sont à quatre, regroupées dans les volumes de 1634, 1638 et 1646. Les textes poétiques sont très majoritairement monométriques, c’est-à-dire que les vers ont toujours la même longueur (ils peuvent être des hexasyllabes, des heptasyllabes (plus rares), des octosyllabes ou des alexandrins, mais ils sont toujours semblables dans la même pièce). Cette particularité des structures poétiques est un des marqueurs de la production de Rosiers. Les sixains et les huitains sont majoritaires (cette dernière forme devant graduellement prédominante).
- Les Libertez de André de Rosiers sieur de Beaulieu. À quatre parties. Paris : Pierre I Ballard, 1634. 4 vol. 8° oblong, RISM R 2631, Guillo 2003 no 1634-E.
  - Dédicace à Gabriel de Mortemart, duc de Rochechouart, Premier Gentilhomme de la Chambre du roi. Contient 22 airs à boire à quatre voix.
- Xe livre de chansons pour danser et pour boire. Paris : Pierre I Ballard, 1637. 8°. RISM 16377, Guillo 2003 no 1637-B.
  - Contient 44 chansons, dont à la fin 12 chansons à boire à deux voix de Rosiers.
- XIe livre de chansons pour danser et pour boire. Paris : Pierre I Ballard, 1638. 8°. RISM 16386, Guillo 2003 no 1638-A.
  - Contient 45 chansons, dont à la fin 12 chansons à boire à deux voix de Rosiers.
- Second livre des Libertez d’André de Rosiers, sieur de Beaulieu, à quatre parties. Paris : Pierre I Ballard, 1638. 4 vol. 8° obl., RISM R 2632, Guillo 2003 no 1638-E.
  - Dédicace à Guillaume de Bautru, baron de Serrant et de Segré. Contient 20 airs à 4 voix.
- XIIe livre de chansons pour danser et pour boire. Paris : Pierre I Ballard, 1639. 8°. RISM 16393, Guillo 2003 no 1639-B.
  - Contient 45 chansons, dont à la fin 12 chansons à boire à deux voix de Rosiers.
- L’Eslite des libertez d’André de Rosiers sieur de Beaulieu. Paris : Robert III Ballard, 1643 ou 1644. 8°, RISM R 2633 et 2634, Guillo 2003 no 1643-G, sur Gallica.
  - Dédicace de Rosiers à M. de La Marre, et dédicace de Rosiers aux Buveurs. Contient 40 chansons à boire à deux voix, y compris trois dialogues à la fin.
- Alphabet de chansons pour danser et pour boire [Par Rosiers Beaulieu]. Paris : Robert III Ballard, 1646. 8°, RISM R 2635, Guillo 2003 no 1646-H, sur Gallica.
  - Dédicace de Rosiers Beaulieu à M. Tallemant, conseiller du roi et maître des Requêtes ordinaire de son Hôtel. Contient 40 chansons à danser et 12 chansons pour boire.
- L’Alphabet et suite des Libertez d’andré de Rosiers sieur de Beaulieu, à quatre parties. Paris : Robert III Ballard, 1646. Inconnu du RISM, Guillo 2003 no 1646-I, sur Gallica.
  - Dédicace de Rosiers Beaulieu à M. Potel, Conseiller du roi, secrétaire de ses Finances et de son Conseil privé. Contient 28 chansons à boire à quatre voix, dont huit dialogues.
- IIe livre des Libertez d’André de Rosiers sieur de Beaulieu. Paris : Robert III Ballard, 1649. 8°, RISM R 2636, Guillo 2003 n° 1649- J, sur Gallica.
  - Dédicace de Rosiers Beaulieu à M. de Monthoron. Contient 40 chansons à boire à deux voix, dont un dialogue.
- IIIe livre des Libertez d’André de Rosiers sieur de Beaulieu. Paris : Robert III Ballard, 1650. 8°, RISM R 2637, Guillo 2003 n° 1650-G, sur Gallica.
  - Dédicace de Rosiers Beaulieu à Mre Girard Le Camus, conseiller du roi en ses Conseils d’Etat et privé, ci-devant Procureur Général en sa Cour des Aides. Contient 40 chansons pour boire à 2 voix, dont deux dialogues.
- IVe livre des Libertez d’André de Rosiers sieur de Beaulieu. Paris, Robert III Ballard, 1652. 8°, RISM R 2638, Guillo 2003 n° 1652-H, sur Gallica.
  - Dédicace de Rosiers Beaulieu à « l'Illustre Chevalier Pol ». Contient 40 chansons à boire dont 3 dialogues.
- Ve livre des Libertez d’André de Rosiers sieur de Beaulieu. Paris : Robert III Ballard, 1654. 8°, RISM R 2639, Guillo 2003 n° 1654-L, sur Gallica.
  - Dédicace de Rosiers Beaulieu avec « l'Illustre Potel le Romain ». Contient 41 chansons à boire à 2 voix, dont 4 dialogues.
- VIe livre des Libertez d’André de Rosiers sieur de Beaulieu. Paris : Robert III Ballard, 1655 (ou 1656). 8°, RISM R 2640, Guillo 2003 n° 1655-P, sur Gallica.
  - Dédicace de Rosiers Beaulieu à M. de Chamboy, Gouverneur de la ville et château de Caen. Contient 39 chansons à boire à 2 voix.
- VIIe livre des Libertez d’André de Rosiers sieur de Beaulieu. Paris : Robert III Ballard, 1657. 8°, RISM R 2641, Guillo 2003 n° 1657-I, sur Gallica.
  - Dédicace de Rosiers Beaulieu à M. Du Pertuis, Capitaine des gardes du Prince de Turenne. Contient 40 chansons pour boire à 2 voix, dont 3 dialogues.
- VIIIe livre des Libertez d’André de Rosiers sieur de Beaulieu. Paris : Robert III Ballard, 1658. 8°, RISM R 2642, Guillo 2003 n° 1658-P, sur Gallica.
  - Dédicace de Rosiers Beaulieu à Monseigneur le duc de Lesdiguières, Pair de France, Gouverneur et Lieutenant général pour le Roy en Dauphiné. Contient 40 chansons à boire à 2 voix.
- IXe livre des Libertez d’André de Rosiers sieur de Beaulieu. Paris : Robert III Ballard, 1659. 8°, RISM R 2643, Guillo 2003 n° 1659-R, sur Gallica.
  - Dédicace de Rosiers Beaulieu à M. Bourée, Conseiller et Maître d'Hôtel ordinaire du Roi.
- Xe livre des Libertez d’André de Rosiers sieur de Beaulieu. Paris : Robert III Ballard, 1660 (ou 1661). 8°, RISM R 2644, Guillo 2003 n° 1660-N, sur Gallica.
  - Dédicace de Rosiers Beaulieu à M. Jaquier, Seigneur de Vieux-Maison. Contient 40 chansons pour boire à 2 voix.
- XIe livre des Libertez d’André de Rosiers sieur de Beaulieu. Paris : Robert III Ballard, 1662. RISM R 2645, Guillo 2003 n° 1662-M, sur Gallica.
  - Dédicace de Rosiers Beaulieu à M. Tallon, Conseiller du roi en ses Conseils, Intendant de la Justice et Police dans ses armées, et de sa province d'Artois, et Secrétaire de son Cabinet. Contient 39 chansons à boire à 2 voix.
- XIIe livre des Libertez d’André de Rosiers sieur de Beaulieu. Paris : Robert III Ballard, 1663. 8°, RISM R 2646, Guillo 2003 n° 1663-J, sur Gallica.
  - Dédicace à M. le Chevalier de Lauzun, Colonel, Lieutenant des Dragons du Roy, & Capitaine des cents Gentils-hommes au bec de Corbin. Contient 40 chansons pour boire à 2 voix.
- XIIIe livre des Libertez d’André de Rosiers sieur de Beaulieu. Paris : Robert III Ballard, 1665. 8°, RISM R 2647, Guillo 2003 n° 1665-R.
  - Dédicace de Rosiers Beaulieu à M. de Bonne-Vie. Contient 40 chansons à 2 voix, dont un dialogue.
- XIVe livre des Libertez d’André de Rosiers, sieur de Beaulieu. Paris : Robert III Ballard, 1666. 8°, RISM R 2648, Guillo 2003 n° 1666-T, sur Gallica.
  - Dédicace à M. de Bridieu, Lieutenant Général dans les Camps et Armées de sa Majesté, & gouverneur de Guise. Contient 40 chansons à boire dont 5 dialogues.
- XVe livre des Libertez d’André de Rosiers. Paris : Robert III Ballard, 1666. RISM R 2649, Guillo 2003 n° 1669-K, sur Gallica
  - Dédicace de Rosiers Beaulieu à Mre Michel de Villedo, Conseiller du roi en ses Conseils. Contient 39 chansons pour boire à 2 voix, dont 3 dialogues.
- XVIe livre des Libertez d’André de Rosiers sieur de Beaulieu. Paris : Robert III Ballard, 1672. 8° RISM R 2650, Guillo 2003 n° 1672-I.
  - Dédicace à M. Potel, Conseiller du roi en ses Conseils. Contient 40 chansons pour boire à 2 voix, dont 2 dialogues.

24 chansons de Rosiers sont présentes dans le Corpus Horicke, une vaste collection d’airs et de chansons copiée à Bruxelles par le maître écrivain Balderic van Horicke.

### Musique spirituelle
- IIIe livre d'airs de dévotion à 2 parties, ou Conversion de quelques-uns des plus beaux de ce temps en airs spirituels, par le révérend père François Berthod religieux de l’Observance. Paris : Robert III Ballard, 1662. 8°, RISM 16625, Guillo 2003 n° 162-A.
  - Ce volume contient un contrafactum : Dans le fond d’un bois, Loin d’inquiétude, Dieu fait mon étude... sur la chanson à boire de Rosiers Dans le fond d’un bois, Timandre soupire...